# Heaven :x: Hell
Pour les articles homonymes, voir Heaven and Hell.
Albums de Sum 41
Order in Decline
(2019)
Singles
1. Landmines
Sortie : 27 septembre 2023
2. Rise Up
Sortie : 12 décembre 2023
3. Waiting on a Twist of Fate
Sortie : 22 février 2024
4. Dopamine
Sortie : 29 mars 2024

Heaven :x: Hell est le huitième et officiellement dernier album studio du groupe de rock alternatif canadien Sum 41, sorti le 29 mars 2024.
Heaven :x: Hell est un double album divisé en deux disques : le premier, Heaven, propose un retour aux racines pop punk du groupe, tandis que le second, Hell, suit le style heavy metal pratiqué par le groupe la période suivante. Il s'agit de leur première sortie sur le label Rise Records, le groupe ayant quitté le label indépendant Hopeless Records en 2023.
Le groupe sort le single pincipal, Landmines, le 27 septembre 2023. Un second single, Rise Up, sort le 12 décembre 2023. Le troisième single, Waiting on a Twist of Fate, sort le 22 février 2024. Le clip vidéo de Dopamine sort le 29 mars 2024, jour de la sortie de l'album.

## Contexte
Le 22 février 2022, le groupe annonce une tournée aux États-Unis avec Simple Plan, intitulée « Blame Canada », d'avril à août 2022,,.

Le 23 mars 2022, le groupe annonce l'album et ses styles musicaux, le côté Heaven proposant un retour aux racines pop punk du groupe, tandis que le côté Hell suit le style heavy metal pratiqué par le groupe plus récemment, sans préciser de date de sortie,,. Le chanteur Deryck Whibley décrit l'album comme « quelque chose dans le ton de Black Sabbath, le premier album du groupe du même nom » : 

« Évidemment, nous connaissons le disque et nous l'aimons, et nous savions que, vous savez, l'appeler ainsi était... Nous nous sommes dit : « Vous savez quoi ? Ils l'ont depuis environ 42 ans. On prend le relais ». »

Le 22 février 2023, il est annoncé que le groupe jouera au festival When We Were Young le 22 octobre 2023,.
Le 8 mai 2023, le groupe annonce sa séparation après la sortie de l'album, et par conséquent une tournée d'adieu en 2024. La tournée, intitulée Tour of the Setting Sum (en), commence le 12 janvier 2024 à l'Uptown Park de Jakarta, en Indonésie, et se termine à la Scotiabank Arena de Toronto, en Ontario au Canada, le 30 janvier 2025. Ils sont accompagnés du groupe the Interrupters sur les dates américaines.
Le 19 septembre 2023, il est annoncé que Whibley est hospitalisé pour avoir contracté le COVID-19 et une pneumonie, qui mène à un risque de crise cardiaque,. Le jour suivant, il est annoncé que le chanteur répond positivement au traitement et qu'il quitte l'hôpital.
Le groupe joue Landmines lors du Jimmy Kimmel Live! du 8 février 2024,.
le cd et le vinyle de l'album deviennent disponibles aux Pays-Bas et en Belgique le 15 mars 2024, deux semaines avant la sortie mondiale officielle, causant un leak mondial du projet.

## Singles
Le single principal, Landmines, sort le 27 septembre 2023, accompagné d'un clip vidéo et de l'annonce de la signature sur le label Rise Records,. Le second single, Rise Up, sort le 12 décembre 2023, accompagné d'un clip vidéo et de la date de sortie de l'album,,. Le troisième single, Waiting on a Twist of Fate, sort le 22 février 2024, accompagné d'un clip vidéo,. Le quatrième single, Dopamine, sort le 29 mars 2024, accompagné d'un clip vidéo.

## Composition
Heaven :x: Hell est un double album séparé entre pop punk et heavy metal,. Le côté Heaven de l'album est comparé aux sonorités pop punk du premier album studio du groupe, All Killer No Filler (2001). Le côté Hell est comparé aux sonorités du troisième album du groupe, Chuck (2004) et décrit comme du skate punk, du rock alternatif et du metal alternatif.
Le leader Deryck Whibley écrit de nombreux titres de Heaven à destination d'autres artistes mais décide finalement de les garder pour le groupe :

« Je recevais des appels de labels, de managers et d'artistes qui me demandaient d'écrire des chansons pour eux, et tout le monde me demandait quelque chose de plutôt pop-punk. Nous n'avons pas vraiment fait de pop-punk depuis longtemps, alors je me suis dit « Je ne sais même pas si je peux écrire quelque chose comme ça, ça fait 16 ans, peut-être que je vais essayer d'écrire quelques chansons ». J'en ai écrit sept ou huit, et une fois que je les ai écoutées, je me suis rendu compte que je les aimais bien, et je ne voulais pas les donner. »

I Don't Need Anyone est la seule chanson écrite et enregistrée après que le groupe ait décidé de se séparer.

## Liste des pistes
Toutes les chansons sont écrites par Deryck Whibley, sauf mention contraire.
| Disc one – Heaven | Disc one – Heaven          | Disc one – Heaven                                             | Disc one – Heaven | Disc one – Heaven | Disc one – Heaven | Disc one – Heaven | Disc one – Heaven | Disc one – Heaven | Disc one – Heaven |
| No                | Titre                      | Auteur                                                        | Durée             |                   |                   |                   |                   |                   |                   |
| ----------------- | -------------------------- | ------------------------------------------------------------- | ----------------- | ----------------- | ----------------- | ----------------- | ----------------- | ----------------- | ----------------- |
| 1.                | Waiting on a Twist of Fate | - Whibley - Mike Green                                        | 2:46              |                   |                   |                   |                   |                   |                   |
| 2.                | Landmines                  | - Whibley - Green                                             | 2:55              |                   |                   |                   |                   |                   |                   |
| 3.                | I Can't Wait               |                                                               | 2:05              |                   |                   |                   |                   |                   |                   |
| 4.                | Time Won't Wait            |                                                               | 2:30              |                   |                   |                   |                   |                   |                   |
| 5.                | Future Primitive           |                                                               | 2:12              |                   |                   |                   |                   |                   |                   |
| 6.                | Dopamine                   | - Whibley - Nick Bailey - Sam Preston (en) - Sam Tinnesz (en) | 3:06              |                   |                   |                   |                   |                   |                   |
| 7.                | Not Quite Myself           |                                                               | 2:54              |                   |                   |                   |                   |                   |                   |
| 8.                | Bad Mistake                |                                                               | 3:03              |                   |                   |                   |                   |                   |                   |
| 9.                | Johnny Libertine           |                                                               | 1:35              |                   |                   |                   |                   |                   |                   |
| 10.               | Radio Silence              |                                                               | 3:23              |                   |                   |                   |                   |                   |                   |
| 26:29             |                            |                                                               |                   |                   |                   |                   |                   |                   |                   |

| Disc two – Hell | Disc two – Hell                             | Disc two – Hell                      | Disc two – Hell | Disc two – Hell | Disc two – Hell | Disc two – Hell | Disc two – Hell | Disc two – Hell | Disc two – Hell |
| No              | Titre                                       | Auteur                               | Durée           |                 |                 |                 |                 |                 |                 |
| --------------- | ------------------------------------------- | ------------------------------------ | --------------- | --------------- | --------------- | --------------- | --------------- | --------------- | --------------- |
| 11.             | Preparasi a Salire                          | - Whibley - Green                    | 1:08            |                 |                 |                 |                 |                 |                 |
| 12.             | Rise Up                                     | - Whibley - Green                    | 3:16            |                 |                 |                 |                 |                 |                 |
| 13.             | Stranger in These Times                     | - Whibley - Green                    | 2:57            |                 |                 |                 |                 |                 |                 |
| 14.             | I Don't Need Anyone                         | - Whibley - Green                    | 3:10            |                 |                 |                 |                 |                 |                 |
| 15.             | Over the Edge                               | - Whibley - Green                    | 3:09            |                 |                 |                 |                 |                 |                 |
| 16.             | House of Liars                              | - Whibley - Dave Baksh - Tom Thacker | 3:06            |                 |                 |                 |                 |                 |                 |
| 17.             | You Wanted War                              |                                      | 3:31            |                 |                 |                 |                 |                 |                 |
| 18.             | Paint It Black (reprise des Rolling Stones) |                                      | 2:42            |                 |                 |                 |                 |                 |                 |
| 19.             | It's All Me                                 |                                      | 2:18            |                 |                 |                 |                 |                 |                 |
| 20.             | How the End Begins                          | - Whibley - Green                    | 3:16            |                 |                 |                 |                 |                 |                 |
| 28:33 (55:02)   |                                             |                                      |                 |                 |                 |                 |                 |                 |                 |

## Crédits
Sum 41
- Deryck Whibley – voix, guitares, claviers, piano, production, mix, enregistrement, direction artistique
- Dave "Brownsound" Baksh – guitares
- Tom Thacker – guitares
- Jason "Cone" McCaslin – basse
- Frank Zummo – batterie

Production
- Mike Green – production (pistes 1–8, 10–15, 17–20)
- Ted Jensen – mastering (pistes 1, 3–5, 7–20)
- Kris Crummett (en) – mastering (pistes 2, 6)
- Nick Bailey – additional engineering (piste 6)

Musiciens additionnels
- Mike Green – guitares, claviers
- Nick Bailey – guitares (piste 6)
- Gary Anderson – gang vocals (pistes 1–3, 6, 8, 12)
- David Jess – gang vocals (pistes 1–3, 6, 8, 12)
- Luke N. Bovill – gang vocals (pistes 1–3, 6, 8, 12)
- Rory Gault-Gordon – gang vocals (pistes 1–3, 6, 8, 12)
- Peter Bunting – gang vocals (pistes 1–3, 6, 8, 12)

Art
- Kevin Moore – layout, design
- Chris Rubey – layout, design

## Classements
| Chart (2024)                               | Peak position |
| ------------------------------------------ | ------------- |
| Australian Albums (ARIA)                   | 72            |
| Autriche (Ö3 Austria Top 40)               | 3             |
| Belgique (Flandre Ultratop)                | 11            |
| Belgique (Wallonie Ultratop)               | 13            |
| Canada (Canadian Albums)                   | 37            |
| France (SNEP)                              | 8             |
| Allemagne (Media Control AG)               | 4             |
| Hungarian Physical Albums (MAHASZ)         | 34            |
| Irish Independent Albums Chart (en) (IRMA) | 12            |
| Italian Albums (FIMI)                      | 48            |
| Japanese Digital Albums (Oricon)           | 12            |
| Japanese Hot Albums (Billboard Japan)      | 50            |
| Japanese Rock Albums (Oricon)              | 15            |
| Japanese Western Albums (Oricon)           | 18            |
| Portugal (AFP)                             | 72            |
| Écosse (OCC)                               | 3             |
| Spanish Albums (PROMUSICAE)                | 39            |
| Suisse (Schweizer Hitparade)               | 3             |
| Royaume-Uni (UK Albums Chart)              | 26            |
| Royaume-Uni (UK Indie Chart)               | 2             |
| Royaume-Uni (Rock & Metal Albums)          | 1             |
| États-Unis (Billboard 200)                 | 108           |
| États-Unis (Independent Albums)            | 20            |
| États-Unis (Top Rock Albums)               | 19            |